# Grüne Bande
Die Grüne Bande (chinesisch: 青幫; pinyin: Qīng Bāng) war eine chinesische Geheimgesellschaft und Triade, die Anfang bis Mitte des 20. Jahrhunderts in Shanghai aktiv war und dort über großen sozialen, wirtschaftlichen und politischen Einfluss verfügte. Die Grüne Bande war eng mit der Kuomintang verbunden und ihre mächtige Rolle in der Unterwelt endete mit der Niederlage von Chiang Kai-shek im chinesischen Bürgerkrieg.

## Geschichte
Die Gesellschaft hat ihre Wurzeln in den Luojiao, einer buddhistischen Sekte, die von Luo Qing (羅清) während der mittleren Ming-Dynastie gegründet wurde. Zu Beginn des 18. Jahrhunderts während der Qing-Dynastie wuchs ihr Einfluss unter den Arbeitern, die am Transport von Getreide entlang des Großen Kanals beteiligt waren, durch die Bemühungen dreier Brüder: Weng Yan (翁岩), Qian Jian (錢堅) und Pan Qing (潘清). Luoistische Gruppen mischten sich unter die bereits bestehenden Gesellschaften der Getreidetransportschiffer entlang des Kanals, boten Bestattungen und Herbergen an und dienten auch als soziale Organisation für die Schiffer. Sie wurden jedoch von den staatlichen Behörden als Bedrohung empfunden, und 1768 ordnete Kaiser Qianlong die Zerstörung der Luoisten-Tempel an und verbot die Sekte. Dies hatte zur Folge, dass die Sekte in den Untergrund getrieben wurde.
Im 19. Jahrhundert erlebte China einen langsamen sozialen und wirtschaftlichen Niedergang und der Taiping-Aufstand führte dazu, dass die Getreidetransportschiffer arbeitslos wurden und gleichzeitig Chaos und Hungersnöte ausbrachen. Die arbeitslosen Schiffer schlossen sich entweder Rebellengruppen an oder wurden im Salzschmuggel aktiv. Im nördlichen Teil der Provinz Jiangsu (Subei) begannen Bootsleute und Salzschmuggler in den 1870er Jahren, sich in der so genannten Anqing Daoyou (安清道友, wörtlich „Freunde des Weges der Ruhe und Reinheit“) zu organisieren, die der direkte Vorläufer der Grünen Bande des frühen 20. Jahrhunderts darstellte.

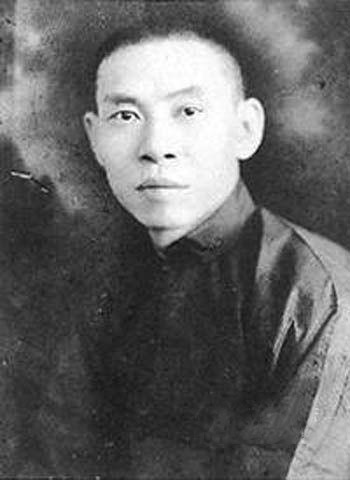
Bandenführer Du Yuesheng

Im frühen 20. Jahrhundert wurde die Grüne Bande in Shanghai aktiv, da der dortige Seehafen der Stadt im Jangtsedelta eine große Bedeutung für den Warenschmuggel und den Handel mit Opium verlieh. Das Vorhandensein der Shanghai International Settlement und der Französischen Konzession, die unterschiedlichen Gerichtsbarkeiten und Verwaltungen unterstanden, führte ebenfalls zu einem uneinheitlichen rechtlichen Umfeld, das die organisierte Kriminalität begünstigte. Die Banden konnten sich in den sozialen Netzwerken von zugezogenen Arbeitsmigranten ausbreiten, wobei regionale und Clanloyalitäten eine große Rolle spielten. Du Yuesheng beispielsweise, der zu einem der prominentesten Anführer der Grünen Bande in Shanghai werden sollte, wurde Huang Jinrong, einem früheren Anführer, vorgestellt, weil sein Mentor wie Huang aus Suzhou stammte.
Die Grüne Bande konnte die bis dahin dominante Rote Bande ablösen. Unter Du Yuesheng kontrollierte die Bande die kriminellen Aktivitäten in Shanghai wie Opiumhandel, Glücksspiel und Prostitution. Sie infiltrierte auch die Politik und wurde häufig von der Kuomintang unter Chiang Kai-shek angeheuert, um Gewerkschaftsversammlungen und Arbeiterstreiks aufzulösen. Einer der Anführer der Grünen Bande, Ying Guixin, war auch an der Ermordung des Politikers Song Jiaoren, eines Rivalen von Yuan Shikai im Jahr 1913 beteiligt. Gemeinsam mit weiteren kriminellen Gruppen war die Bande für das Shanghai-Massaker verantwortlich, bei dem 5.000 Streikende in Shanghai im April 1927 auf Anweisung von Chiang Kai-shek ermordet wurden. Zur Belohnung wurde Bandenführer Yuesheng von Chiang zum Direktor der Börse in Shanghai und der chinesischen Zentralbank gemacht und später General in der Nationalrevolutionären Armee.
Die Grüne Bande war ein wichtiger finanzieller Unterstützer von Chiang, der die Bande kennenlernte, als er von 1915 bis 1923 in Shanghai lebte. Mit ihr teilte er die Gewinne aus dem Drogenhandel auf. Zwischen 1916 und 1917 soll er sogar Mitglied der Gruppe gewesen sein. Chiang Kai-sheks Schwager und Finanzminister T. V. Soong tat sich ebenfalls mit der Bande zusammen, um die Banken in Shanghai zum Aufkauf von Staatsanleihen zu drängen. In den letzten beiden Jahren der Nanjing-Dekade (1936–1937) zwang die Grüne Bande das Großkapital weiterhin zum Aufkauf von Staatsanleihen, um das Fehlen einer Unternehmenssteuer zu kompensieren. Die Grüne Bande soll auch über internationale Kontakte verfügt haben, darunter zu amerikanischen Kriminellen der jüdischen und italoamerikanischen Mafia sowie der Familie Sassoon. Diese Familie wurde dank des Opiumhandels zur reichsten Familie Indiens und stieg zu den wichtigsten Immobilienhändlern in Shanghai auf.
Nach der Niederlage von Chiang Kai-shek auf dem Festland im Jahr 1949 musste die Grüne Bande Shanghai verlassen und eröffnete Anfang der 1950er Jahre Heroinraffinerien in Hongkong. Bis Mitte der 1950er Jahre wurde die Grüne Bande in Hongkong allerdings von rivalisierenden Gruppen verdrängt und verschwand schließlich. Überreste der Grünen Bande waren in den 1960er Jahren am Aufbau des Heroinhandels im Goldenes Dreieck beteiligt, wo der Kuomintang in Birma aktiv blieb und bei seinen Aktivitäten von der CIA unterstützt wurde.